# Nijō Nariyuki
Nijō Nariyuki (二条 斉敬, né le 1er novembre 1816 et mort le 5 décembre 1878), fils de Nijō Narinobu, est un noble de cour japonais (kugyō) de la fin de l'époque d'Edo et du début de l'ère Meiji. Il exerce la fonction de régent kampaku du 31 janvier 1864 au 30 janvier 1867 pour l'empereur Kōmei et de régent sesshō du 13 février 1867 au 3 janvier 1868 pour l'empereur Meiji. Il adopte un fils de Kujō Hisatada qui devient connu sous le nom de Nijō Motohiro. Il a un fils, Nijō Masamaro.

## Source de la traduction
- (en) Cet article est partiellement ou en totalité issu de l’article de Wikipédia en anglais intitulé « Nijō Nariyuki » (voir la liste des auteurs).